# Descurainia macbridei
Descurainia macbridei är en korsblommig växtart som beskrevs av Otto Eugen Schulz. Descurainia macbridei ingår i släktet stillfrön, och familjen korsblommiga växter. Inga underarter finns listade i Catalogue of Life.